# El Callís
El Callís és una masia de la Vall de Bianya (Garrotxa) inclosa a l'Inventari del Patrimoni Arquitectònic de Catalunya.

## Descripció
És un gran casal de planta rectangular i teulat a dues aigües, amb els vessants vers les façanes laterals. Disposa de baixos (amb l'àmplia arcada de la cabana), pis o planta noble -amb porta d'accés directa pel costat de tramuntana. Cal ressaltar la bonica galeria, sostinguda per pilars de pedra tallada amb base i petit capitell, amb sis arcades de mig punt que miren al sol. A l'interior disposa d'una àmplia sala de convit d'on parteixen nombroses portes que menen a la cuina, cambres i galeria- i les golfes (avui adaptades per cambres). Cal remarcar les tres arcades de mig punt de la façana de migdia, igualment sostingudes per pilars de pedra tallada). El casal va ser bastit amb carreus tallats per als cantoners i les obertures.
Conserven al casal les moles, pales i altres útils de moliner del molí que tenien al costat de la riera de Sant Salvador.
Les llindes estan situades a la façana de tramuntana. A la porta d'accés a la planta noble hi diu "17+65" i "CALLIS". A la porta d'accés al mas la llinda es va malmetre durant els anys vint, i amb ella la linda del 1825 en la qual figurava el relleu explicatiu del cognom: un “ca” (gos) que serra “llis” (uniforme). Alguns trossos es poden veure en el mur que tanca la placeta, davant la porta principal.

## Història
La primera notícia documentada que tenim sobre aquest mas data de l'any 1477, moment en què Joan Callís va comprar la casa que fins aleshores era coneguda amb el nom de Sant Salvador. Les tretze generacions de nissaga que el varen seguir, engrandiren i modificaren aquesta construcció inicial fins a donar-li la actual forma (obra del segle XVII-XVIII). El darrer hereu, Llorenç Callís no va tenir descendència i morí l'any 1892; heretà la casa, la seva germana Marianna que estava casada amb Josep Planaferrana, hereu de la casa del mateix nom a la vall de Sant Miquel de Campmajor. Els descendents d'aquest matrimoni són els actuals propietaris i els que infatigablement en tenen cura.